# アンティノウス座

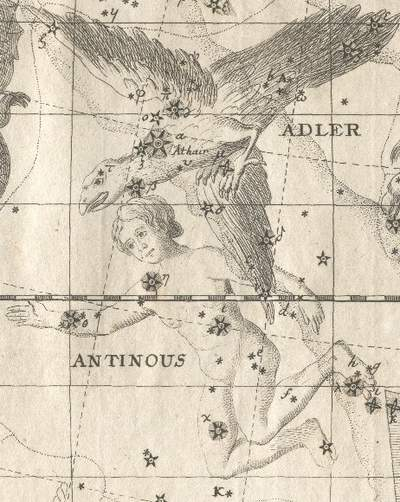
ヨハン・ボーデの星図に描かれた
わし座とアンティノウス座

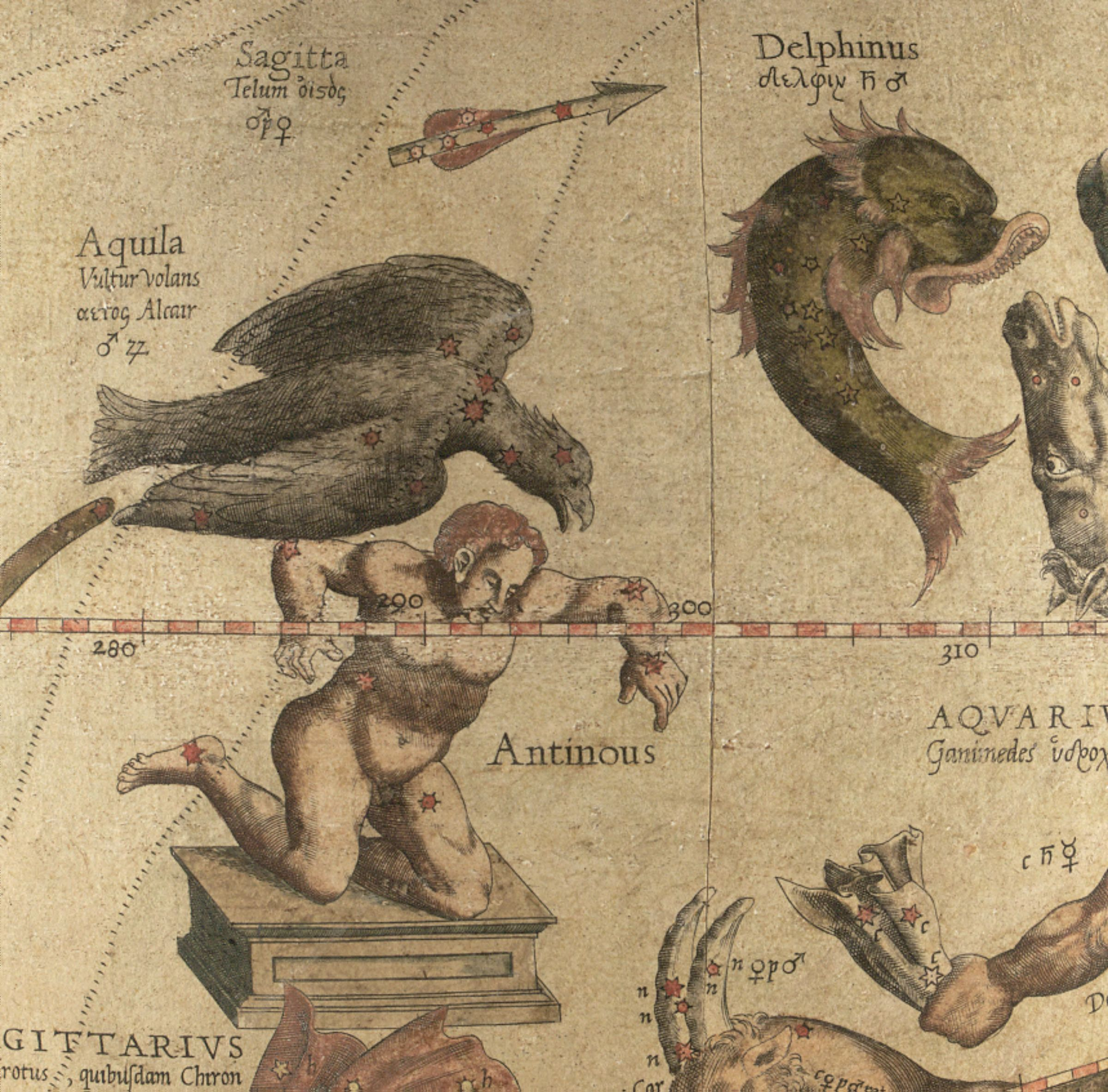
メルカトル天球儀1551に描かれたアンティノウス座

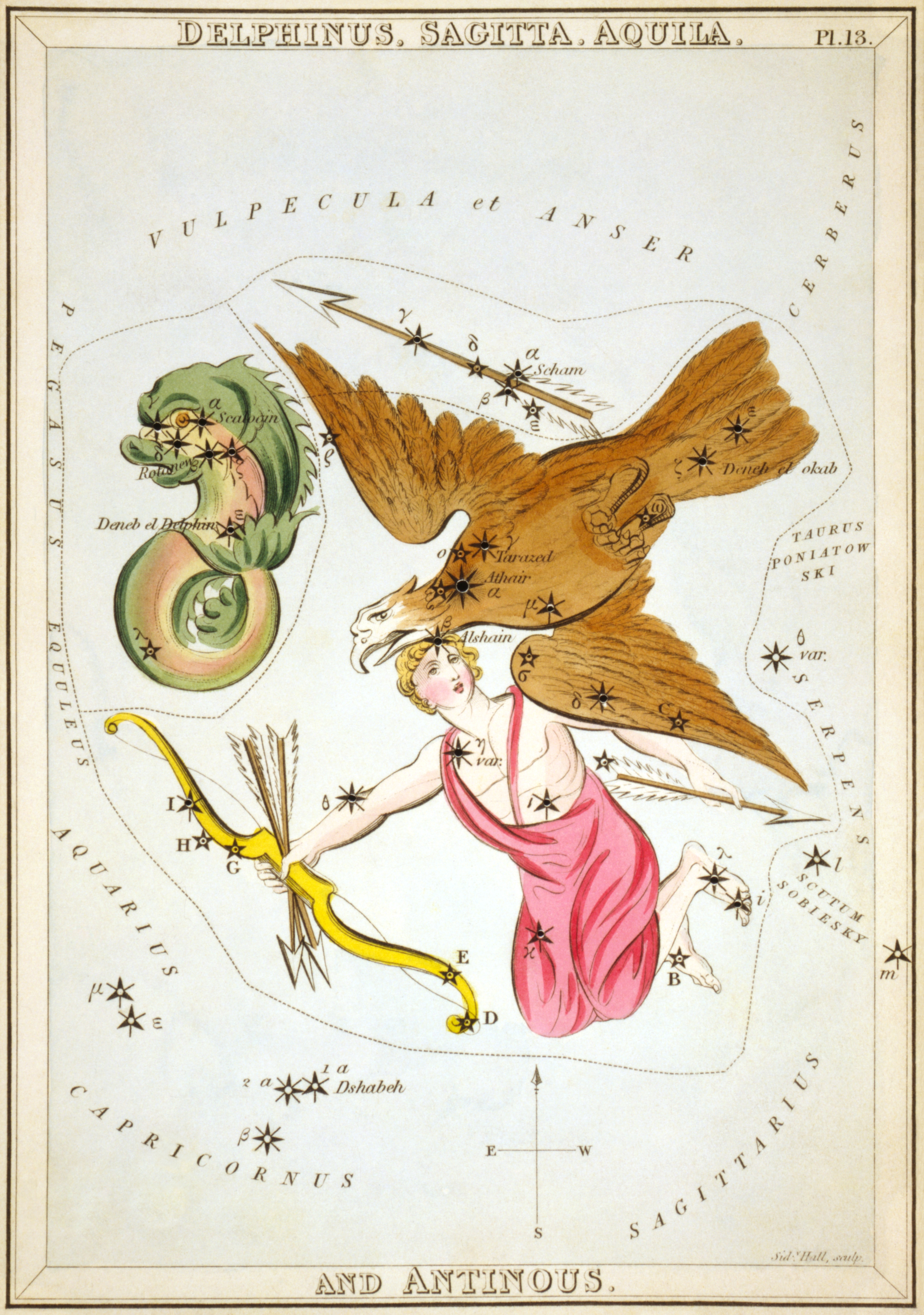
ウラニアの鏡に描かれたアンティノウス座

アンティノウス座（アンティノウスざ、Antinous）は現在使われていない星座の1つ。寵愛していた美青年アンティノウスの死を悼んだ2世紀のローマ皇帝ハドリアヌスが、当時どの星座にも属していないと考えられていたわし座の南側の星々を用いて設けた。星図では鷲に攫われる姿で描かれており、そのためしばしばガニュメーデースと混同されることもあった。

## 成立と消滅
トレミーのアルマゲストによると、現在のわし座のη星、θ星、δ星、ι星、κ星、λ星の6つの星で構成されていた。アルマゲストにも記載された星座であるが、いわゆるトレミーの48星座には含まれていない。
中世には忘れ去られた星座となっていたが、1536年にドイツの数学者、地図学者のカスパル・フォペルが天球儀に描いて復活させ、15年後の1551年にはオランダの地図学者ゲラルドゥス・メルカトルが製作した天球儀にも描かれた。1602年に、ティコ・ブラーエの弟子であったヨハネス・ケプラーが出版した星表『Astronomiae Instauratæ Progymnasmata』では、アンティノウスの星をわし座とは異なる表に掲載することでわし座から独立させた。その後、デンマークの天文学者ロンゴモンタヌスの『Astronomica Danica』（1622年）やケプラーの『ルドルフ表』（1627年）など17世紀の著名な星図や天文書でアンティノウスは独立した星座として扱われた。18世紀に入ると、鷲とアンティノウスを1つの星座とするか否かで見解が分かれるようになった。イギリスの天文学者ジョン・フラムスティードは1725年の著書『Historiae coelestis britannicae』の中で、これら2つの星座に対して“Aquila Antinous”、“Aquila vel Antinous”（鷲またはアンティノウス）、“Aquila cum Antinoo”（鷲とアンティノウス）と3つの異なる呼び名を使っている。またドイツの天文学者ヨハン・ボーデは1782年の天文書『Vorstellung der Gestirne』の中で、鷲とアンティノウスだけでなくソビエスキの盾まで1つの星座として扱った。
19世紀に入ると、アンティノウスはわし座の一部を成すアステリズムと見なされ、独立した星座として扱う者は少なくなった。たとえば、ドイツの天文学者フリードリヒ・ヴィルヘルム・アルゲランダーは1843年の著書『Uranometria Nova』の中でわし座の一部として扱い、イギリスの天文学者フランシス・ベイリーが編纂し彼の死後1845年に刊行された星表『The Catalogue of stars of the British Association for the Advancement of Science』でもわし座の一部とされた。リチャード・アンソニー・プロクターの1876年の著書『The Constellation-Seasons』やサイモン・ニューカムの1878年の著書『Popular Astronomy』でもこれに倣い、わし座の一部とされた。アメリカのアマチュア博物学者リチャード・ヒンクリー・アレンは、1899年の著書『Star Names - Their Lore and Meaning』の中で「現在ではほとんど認識されておらず、わし座の星とされている」と記している。
1922年に国際天文学連合が現在の88星座を制定した際にアンティノウスは星座として選ばれず、アンティノウスの星があった領域はわし座の領域とされた。